# Konservativ jødedom
Konservativ jødedom er vokset ud af reformjødedommen, som en reaktion på den linje, reformjøderne lagde i USA i begyndelsen af 1800-tallet.
Konservativ jødedom er således mere konservativ end reformjødedommen. Set med ortodokse jøders optik, er den konservative jødedom dog ikke særlig konservativ.
Konservative jøder adskiller sig bl.a. fra de ortodokse ved, at kvinder også er anses som værende forpligtede til gudstjeneste (hvor det i den ortodokse jødedom kun er mænd, der er forpligtede dertil). I modsætning til reformjødedom bærer konservative jødiske kvinder dog ikke kalot.
| Religion | Spire Denne religionsartikel er en spire som bør udbygges. Du er velkommen til at hjælpe Wikipedia ved at udvide den. |